# 아웃랜드 (영화)
《아웃랜드》(영어: Outland)는 1981년에 개봉한 영국 영화이다.

## 한국판 성우진(KBS)
- 유강진 - 오닐(숀 코네리)
- 이선영 - 래저러스(프란시스 스턴하겐)
- 조동희 - 재퍼드(피터 보일)
- 유해무 - 몬톤(제임스 시킹)
- 유명숙 - 캐롤(키카 마캄)
- 유제상 - 월터스(스튜어트 밀리건)
- 김수중 - 밸러드(클락 피터스)
- 서윤석 - 로웰(매닝 레드우드)
- 박정민 - 휴스(앵거스 막클네스)
- 정훈석 - 탈로우(존 라첸버거)
- 정현경 - 폴(니콜라스 반스)